# Далласский симфонический оркестр
Далласский симфонический оркестр (англ. Dallas Symphony Orchestra) — американский симфонический оркестр, базирующийся в Далласе.
Впервые полупрофессиональная труппа под таким названием существовала в Далласе в 1900—1901 гг. под руководством Ханса Крейссига. В 1910 г. симфонический оркестр был создан в Далласе заново Уолтером Фридом под названием «Бетховенский симфонический оркестр», год спустя оркестр был переименован в Далласский симфонический и объединился с другим далласским полупрофессиональным составом, которым руководил Карл Вент; при этом Вент стал музыкальным руководителем, а Фрид — концертмейстером. В 1914 г. оркестр был по экономическим причинам распущен, а в 1918-м воссоздан Фридом под тем же названием. Несмотря на то, что труппа Фрида-Вента не имела прямой преемственности по отношению к труппе Крейссига, в новейшее время годом создания оркестра считается именно 1900-й, так что в 2000 г. Далласский симфонический оркестр выпустил специальный юбилейный CD к своему столетию.
Своим превращением в полностью профессиональный коллектив Далласский симфонический оркестр обязан, прежде всего, Анталу Дорати, возглавившему коллектив сразу после Второй мировой войны.

## Руководители оркестра
- Ханс Крейссиг (1900—1901)
- Уолтер Фрид (1911)
- Карл Вент (1911—1914)
- Уолтер Фрид (1918—1924)
- Пауль ван Катвейк (1925—1937)
- Жак Зингер (1938—1942)
- Антал Дорати (1945—1949)
- Уолтер Хендл (1949—1958)
- Пауль Клецки (1958—1961)
- Георг Шолти (1961—1962)
- Доналд Джоханос (1962—1970)
- Аншель Брусилов (1970—1973)
- Макс Рудольф (1973—1974)
- Луис Лэйн (1975—1977)
- Эдуардо Мата (1977—1993)
- Эндрю Литтон (1994—2006)
- Яп ван Зведен (2008—2018)
- Фабио Луизи (с 2018 г.)